# Joel Nyh
Joel Nyh  (* 1995) ist ein schwedischer Unihockeyspieler, der beim Nationalliga-A-Verein Unihockey Tigers Langnau unter Vertrag steht.

## Karriere
Nyh wurde beim Granlo BK ausgebildet und wechselte 2010 zum BK Sundsvall. Er debütierte 2010 in der ersten Mannschaft von BK Sundsvall in der vierthöchsten Schwedischen Liga.
2012 wechselte er zu Ankarsvik BK, wo er grösstenteils für die erste Mannschaft wie auch den Nachwuchs eingesetzt wurde.
2014 wurde Nyh vom Svenska Superligan (SSL)-Vertreter Granlo BK unter Vertrag genommen. Er wurde mit einer Doppellizenz zurück an Ankarsvik BK verliehen, kam jedoch bei beiden Vereinen zum Einsatz. Er debütierte 2014 in der SSL für Granlo. In seiner ersten Saison absolvierte er acht Partien und erzielte dabei zwei Tore für den Verein aus der Ortschaft Sundsvall. Die zweite Saison verlief deutlich besser als seine erste, wobei er dabei 19 Partien in der SSL absolvierte. Zudem spielte er mit Ankarsvik um den Aufstieg in die Allsvenskan, die zweithöchste Hockey-Liga Schwedens. Nach dem verpassten Aufstieg mit Ankarsvik in die Allsvenskan und dem Abstieg von Granlo in ebendiese spielte er fortan nur für den Granlo BK.
2017 verpflichtete der Schweizer 1.-Liga-Verein UHC Lok Reinach den Verteidiger vom Allsvenskan-Verein Granlo BK. In 18 Partien für die Aargauer erzielte er 29 Skorerpunkte.
Im Frühjahr 2018 verpflichtete der Schweizer Nationalliga-B-Vertreter Joel Nyh vom UHC Lok Reinach. Der schwedische Rechtsausleger gilt als guter Spielmacher mit dem Auge für die Mitspieler. Zudem reiht er sich dank starken Abschluss auch immer wieder selber in die Torschützenliste ein. Nach einer Spielzeit und 12 Skorerpunkte verlängerte Nyh den Vertrag bei den Mättelern um eine weitere Spielzeit. Im zweiten Saison bei Grünenmatt konnte er seine Torausbeute nahezu verdoppeln.
Im Frühjahr verpflichteten die Unihockey Tigers Langnau nach den Abgängen von Glauser, Gerber, Riet Mayer, Beer und Meister den schwedischen Rechtsausleger.